# بیست و هشتمین دوره جوایز بفتا
بیستمین و هشتمین دوره جوایز بفتا (به انگلیسی: 28st British Academy Film Awards) در سال ۱۹۷۵ در لندن برگزار شد.

## نامزدها و برندگان

### بهترین فیلم
لاکومب، لوسین
- محله چینی‌ها
- آخرین مأموریت
- قتل در قطار سریع‌السیر شرق

### بهترین بازیگر نقش اول مرد
جک نیکلسون در محله چینی‌ها و آخرین مأموریت
- جین هکمن در مکالمه
- آلبرت فینی در قتل در قطار سریع‌السیر شرق
- آل پاچینو در سرپیکو

### بهترین بازیگر نقش اول زن
جوآن وودوارد در آرزوهای تابستان، رؤیاهای زمستان
- سیسیلی تایسون در خودزندگی‌نامه خانم جین پیتمن
- فی داناوی در محله چینی‌ها
- باربارا استرایسند در آنطور که بودیم

### بهترین بازیگر نقش مکمل مرد
جان گیلگد در قتل در قطار سریع‌السیر شرق
- جان هیوستون در محله چینی‌ها
- رندی کواید در آخرین مأموریت
- آدام فیث در استارداست

### بهترین بازیگر نقش مکمل زن
اینگرید برگمان در قتل در قطار سریع‌السیر شرق
- سیندی ویلیامز در دیوارنویسی آمریکایی
- سیلویا سیدنی در تابستان آرزوها، رویاهای زمستانی
- سیلویا سیمز در دانه تمبر هندی

### بهترین کارگردانی
رومن پولانسکی برای محله چینی‌ها
- فرانسیس فورد کوپولا برای مکالمه
- لویی مال برای لاکومب، لوسین
- سیدنی لومت برای قتل در قطار سریع‌السیر شرق
- سیدنی لومت برای سرپیکو

### بهترین فیلمنامه
آخرین مأموریت - رابرت تاون و محله چینی‌ها - رابرت تاون 